# Bangkingan
Bangkingan is een bestuurslaag in het regentschap Soerabaja van de provincie Oost-Java, Indonesië. Bangkingan telt 7094 inwoners (volkstelling 2010).